# وصفة غذاء الرضع

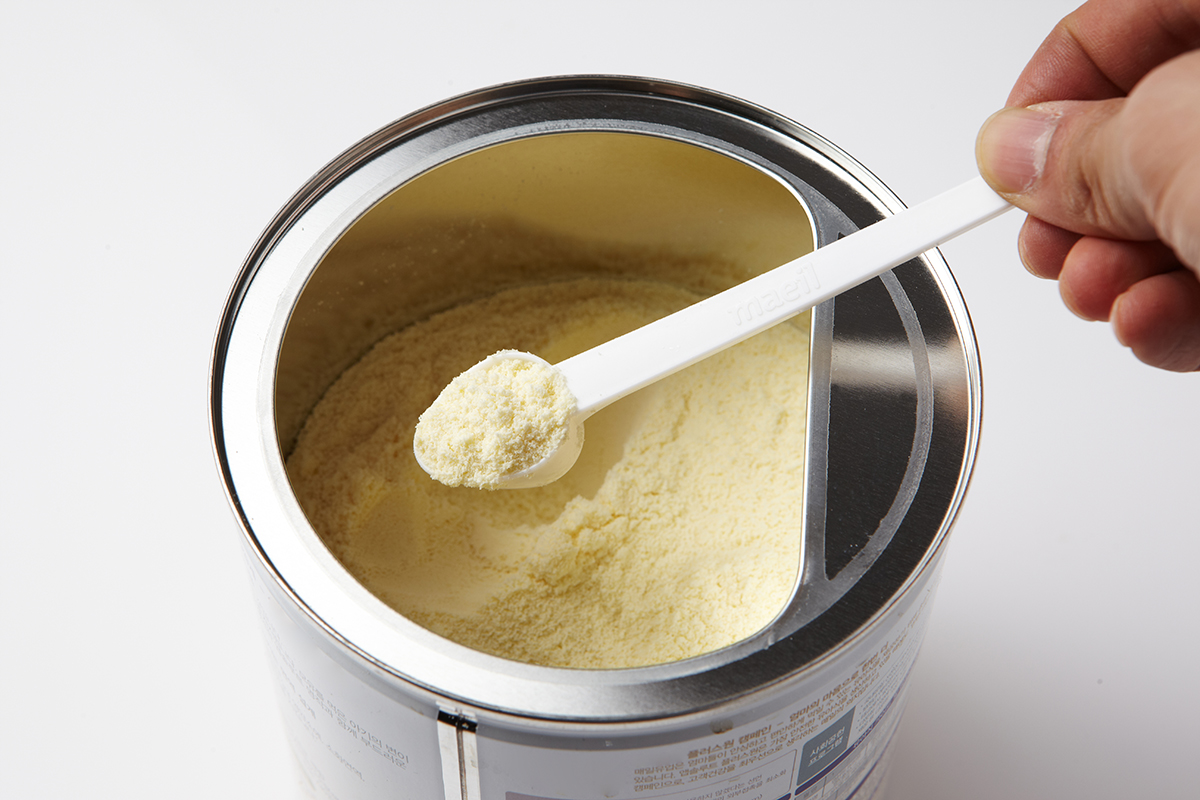
تركيبة رضع جاهزة للاستخدام

وصفة غذاء الرضع (ملاحظة 1) والمعروفة شعبيا باسم لبن الأطفال أو حليب الأطفال أو الرضاعة الصناعية (في مقابل الرضاعة الطبيعية) هي غذاء سهل التحضير يتم تصنيعه وتسويقه من أجل تغذية الأطفال الرضع تحت سن 12 شهرا، ويتم تحضيره من مسحوق (يُمزج بالماء) أو سائل (مع أو بدون ماء إضافي) ويُعطى للرضيع عادة من خلال بزازة أو كوب إطعام. وقد عرّف قانون الغذاء والدواء ومواد التجميل الفيدرالي الأمريكي تركيبات الرُضع على أنها «طعام يُزعم أنه ممثل للاستخدام الغذائي الخاص بشكل منفرد كطعام للرضع بسبب محاكاته للحليب البشري أو صلاحيته كبديل كُليّ أو جزئي للحليب البشري».
يشير المصنعون إلى أن تركيبات الرُضع مصممة بحيث تعتمد بشكل أساسي على حليب الأم خلال فترة من شهر إلى ثلاثة أشهر تقريبا بعد الولادة، ومع ذلك فهناك اختلافات كبيرة في محتوى المواد الغذائية لهذه التركيبات. وتحتوي الصيغ الأكثر استخداماً على مصل اللبن وحليب الكازين المنقى كمصدر للبروتين، ومزيج من الزيوت النباتية كمصدر للدهون، واللاكتوز كمصدر للكربوهيدرات، وخليط من الفيتامينات والمعادن، ومكونات أخرى تعتمد على اسم الشركة المصنعة. بالإضافة إلى ذلك فهناك تركيبات للرضع يُستخدم فيها فول الصويا كمصدر للبروتين بدلاً من حليب البقر (أغلب هذه التركيبات توجد في الولايات المتحدة وبريطانيا) كما أن هناك تركيبات أخرى تستخدم البروتينات المحللة إلى الأحماض الأمينية المكونة لها، وذلك للرضع الذين لديهم حساسية من البروتينات الأخرى. اقترن حدوث ازدهار الرضاعة الطبيعية في العديد من البلدان بتأجيل متوسط العمر الذي يتناول فيه الأطفال الطعام (بما في ذلك حليب البقر)، مما أدى إلى زيادة الرضاعة الطبيعية وزيادة استخدام تركيبات الأطفال بين سن 3 و 12 شهرًا.
وجد تقرير لمنظمة الصحة العالمية صدر عام 2001 أن تركيبات الرُضع المعدة وفقاً لمعايير الدستور الغذائي هي غذاء تكميلي آمن وبديل مناسب لحليب الأم. كما نشرت كل من منظمة الصحة العالمية واليونيسيف عام 2003 استراتيجيتهما العالمية لتغذية الرضع والأطفال الصغار، والتي أكدت أن «المنتجات الغذائية المصنعة من أجل الأطفال الصغار يجب أن يُراعى عند بيعها أو توزيعها، استيفاء المعايير المطبقة التي أوصت بها هيئة الدستور الغذائي». وحذرت أيضًا من أن «نفص الرضاعة الطبيعية - وخاصة خلال نصف العام الأول من الحياة - هي عامل خطر مهم لمراضة ووفيات الأطفال والرضع».
يرتبط استخدام تركيبات الرُضع على وجه الخصوص في البلدان الفقيرة بنتائج صحية أقل بسبب انتشار طرق التحضير الغير نظيفة، والتي من بينها نقص المياه النظيفة ونقص معدات التعقيم. كما أن الطفل الذي يتغذى ويعيش في ظروف غير نظيفة يكون أكثر عرضة للموت بسبب الإسهال بنسبة تتراوح بين 6 و 25 ضعف أو احتمال الموت بسبب الالتهاب الرئوي أربعة أضعاف مقارنة بالطفل الذي يرضع من ثدي أمه. في حالات نادرة ترتبط تركيبات الرُضع ذات المسحوق بأمراض خطيرة أو حتى الوفاة بسبب العدوى ببكتيريا Cronobacter sakazakii وغيرها من الكائنات الدقيقة أن تتلوث بها هذه التركيبات أثناء إنتاجها. وعلى الرغم من أن هذه البكتيريا يمكن أن يسبب مرضا في جميع الفئات العمرية، إلا أنه يُعتقد أن الرُضع هم أكثر عرضة للإصابة. وقد كان هناك عشرات الحالات المبلغ عنها من بعدوى هذه البكتيريا في جميع أنحاء العالم بين عامي 1958 و 2006. وتعتقد منظمة الصحة العالمية أن مثل هذه النوع من العدوى لا يتم الإبلاغ عنه بشكل كاف.

## الاستخدامات والمخاطر والخلافات
لقد أصبح استخدام وتسويق تركيبات الرُضع تحت الفحص الدقيق. وتُشجع السلطات الصحية الرضاعة الطبيعية بشكل واسع، وخاصة الرضاعة الطبيعية الحصرية في الأشهر الستة الأولى من الحياة، باعتبارها «مثالية» للأطفال الرضع 
على الرغم من التوصيات بأن تكون الرضاعة الطبيعية هي المصدر الحصري لرضاعة للأطفال خلال الأشهر الستة الأولى، إلا أن ذلك لا يحدث إلا في أقل من 40٪ من الرضع في جميع أنحاء العالم. فالغالبية العظمى من الأطفال الرُضع الأمريكيين لا يعتمدون على الرضاعة الطبيعية فقط في هذه الفترة - في عام 2005 وصلت نسبة الرضاعة الطبيعية الحصرية خلال الأشهر الستة الأولى لأقل من 12٪، مع وجود أكثر من 60٪ من الرُضع الذين بلغوا عمر شهرين عتمدين علي التركيبات،  وحوالي واحد من بين كل أربعة رضع يعتمد على التركيبات خلال يومين من الولادة.
أظهرت بعض الدراسات أن استخدام تركيبات الرُضع يمكن أن يختلف باختلاف الوضع الاجتماعي الاقتصادي للوالدين أو العرق أو الخصائص الأخرى. فعلى سبيل المثال وفقاً لبحث أجري في فانكوفر بكندا فإن 82.9٪ من الأمهات يُرضعن أولادهن رضاعة طبيعية عند الولادة، لكن العدد اختلف بين القوقازيين (91.6٪) وغير القوقازيين (56.8٪)، ونُسب هذا الاختلاف إلي إلى الحالة الزوجية بشكل أساسي، بجانب التعليم ودخل الأسرة. كما وُجد أن الأمهات اللواتي يتمتعن بوضع اجتماعي واقتصادي منخفض أقل عرضة للرضاعة الطبيعية، على الرغم من أن هذا قد يكون مرتبطا جزئيا بالآثار الضارة لبرامج التغذية التكميلية الحكومية التي تقدم إعانات لحليب الأطفال.
كما لم يظهر أن استخدام تركيبات الرُضع المحتوية على حليب البقر المتحلل مائيا مقابل تركيبات حليب الرضع القياسية تُغير من خطر الإصابة بالحساسية أو أمراض المناعة الذاتية.

### استخدام تركيبات الرُضع
تُمنع الرضاعة الطبيعية لأسباب طبية في بعض الحالات ومنها:
- الحالة الصحية الأم: الأم مصابة بفيروس نقص المناعة البشرية أو لديها مرض السل النشط. أو أن تكون مريضة للغاية أو لديها أنواع معينة من جراحة الثدي التي ربما تستأصل الثدي كاملا أو الأجزاء المنتجة للبن. أو التي تأخذ أي نوع من الأدوية التي يمكن أن تضر بالطفل، من بينها العقاقير التي تستلزم وصفة طبية مثل العلاج الكيميائي للسرطان بالإضافة إلى الأدوية غير المشروعة.
  - إن أحد المخاطر العالمية الرئيسية التي يشكلها لبن الثدي على وجه التحديد هو انتقال فيروس نقص المناعة البشرية والأمراض المعدية الأخرى. وتصل فرصة نقل الفيروس عبر الرضاعة الطبيعية من 5 إلى 20٪. ومع ذلك فإذا كانت الأم مصابة بفيروس نقص المناعة البشرية فمن الأرجح أنها ستنقله إلى جنينها أثناء الحمل أو الولادة مقارنةً بالرضاعة الطبيعية.
- الطفل الغير قادر على الرضاعة: الطفل الذي يعاني من خطأ أيضي خلقي أو خلل في عملية الأيض مثل الجلاكتوزيمية الأمر الذي يجعل الرضاعة الطبيعية صعبة أو مستحيلة.
- الطفل الذي يُعتبر عرضة لسوء التغذية: في بعض الحالات قد يتعرض الأطفال لخطر سوء التغذية، مثل نقص الحديد ونقص الفيتامينات (مثل فيتامين د الذي قد يكون أقل من اللازم في حليب الثدي للأشخاص الذين يعيشون في أماكن يقل فيها التعرض لآشعة الشمس)، أو عدم كفاية التغذية أثناء الانتقال إلى الأطعمة الصلبة. ويمكن التخفيف من هذه المخاطر في كثير من الأحيان من خلال تحسين النظام الغذائي وتعليم الأمهات ومقدمي الرعاية.
- التفضيلات الشخصية والمعتقدات والخبرات: قد تكره الأم الرضاعة الطبيعية أو تعتقد أنها غير ملائمة. بالإضافة إلى ذلك قد تكون الرضاعة الطبيعية صعبة على ضحايا الاغتصاب أو الاعتداء الجنسي؛ كمثل أن تكون الرضاعة مثيرة اضطراب ما بعد الصدمة.
- غياب الأم: كأن يكون الطفل متبنى أو يتيم أو مهجور أو في عهدة رجل أو زوجان من نفس الجنس. أو أن يتم فصل الأم عن طفلها عن طريق السجن أو مستشفى الأمراض العقلية.
- حساسية الطعام: الطعام الذي تأكله الأم قد يثير رد فعل تحسسي في الرضيع. [ بحاجة لمصدر ]
- الضغوط المالية: كأن تكون إجازة الأمومة غير مدفوعة الأجر أو غير كافية أو غير موجودة. أو أن يتداخل عمل الأم مع الرضاعة الطبيعية.
- البنية المجتمعية: قد تُحرّم الرضاعة الطبيعية في مكان عمل الأم أو المدرسة أو مكان العبادة أو في الأماكن العامة الأخرى، أو قد تشعر الأم أن الرضاعة الطبيعية في هذه الأماكن أو حول أشخاص آخرين غير أخلاقية أو غير صحية أو غير ملائمة.
- الضغوط الاجتماعية: قد يشجع أفراد العائلة، مثل الزوج أو الأصدقاء أو أعضاء المجتمع الآخرين على استخدام تركيبات الرضع. فمثلا قد يعتقدون أن الرضاعة الطبيعية ستقلل من طاقة الأم أو صحتها أو جاذبيتها.
- نقص التدريب والتعليم: كأن تفتقر الأم إلى التعليم والتدريب من مقدمي الخدمات الطبية أو أعضاء المجتمع.
- عدم كفاية الرضاعة: كأن تكون الأم غير قادرة على إنتاج الحليب بشكل كافي (ورغم ذلك لا ينبغي إيقاف الرضاعة الطبيعية).
- الخوف من التعرض للملوثات البيئية: يمكن لبعض الملوثات البيئية مثل مركبات ثنائي الفينيل متعدد الكلور أن تتراكم أحيائياً في السلسلة الغذائية ويمكن أن توجد في البشر، بما في ذلك حليب الأم للأمهات.
- عدم وجود مصادر أخرى من حليب الثدي

### المخاطر الصحية
ذُكر استخدام تركيبات الرُضع أثناء الحديث عن العديد من المخاطر الصحية المتزايدة. ووجدت الدراسات أن الرضع المستهلكين للتركيبات في البلاد المتقدمة يكونون في خطر متزايد للإصابة بالتهاب الأذن الوسطى الحاد، والتهاب المعدة والأمعاء، والتهابات الجهاز التنفسي الحادة، والتهاب الجلد التأتبي، والربو، والسمنة،  والنوع الأول والثاني من داء السكري، متلازمة موت الرضع المفاجئ، والتهابات الجلد والتهاب الأمعاء والقولون الناخر أكثر من الرُضع المعتمدين على الرضاعة الطبيعية. وقد وجدت بعض الدراسات ارتباط بين تركيبات الرُضع وتقص النمو المعرفي، بما في ذلك مكملات الحديد في تركيبات الرُضع والتي ترتبط بانخفاض نسبة الذكاء وتأخر النمو العصبي. إلا أن بعض الدراسات الأخرى لم تجد أي ارتباط.

#### التلوث بالميلامين
اكتشفت حالة تسمم بالميلامين في تركيبات الرُضع في الصين في عام 2008، وذلك بالغش المتعمد للتركيبة بهذه المادة الكيميائية، مما أدى إلى وفاة ستة أطفال، ومرض أكثر من 300.000 آخرين، من بينهم حالات أصيبت بالفشل الكلوي الحاد. وقد تمت إضافة كميات كبيرة من الميلامين إلى حليب مخفف بالماء لإعطائه مظهر يحتوي على مستويات كافية من البروتين. وحكم على بعض المسؤولين عن ذلك التسمم بالإعدام.
عثرت إدارة الغذاء والدواء الأمريكية في نوفمبر 2008 على آثار ميلامين في تركيبات الرُضع المباعة في الولايات المتحدة من قبل الشركات الأمريكية الرئيسية الثلاثة  (مختبرات أبوت، نستله، وميدان جونسون) المسؤولة عن 90-99 ٪ من سوق تركيبات الرُضع في ذلك البلد. وكانت المستويات أقل بكثير من تلك التي أبلغ عنها في الصين، حيث وصلت مستويات التلوث بالميلامين إلى 2500 جزء في المليون، أي أعلى بمقدار 10 آلاف مرة من المستويات الأمريكية المسجلة. وسجلت صحيفة بيانات سلامة المادة (رقم تسجيل 108-78-1 ؛ C3-H6-N6) جرعة سمية الميلامين عن طريق الفم (الجرعة القاتلة المتوسطة) هي 3161 مج/كج في الفئران.
أجرت وزارة الصحة الكندية اختبارًا منفصلاً وكشفت أيضًا عن آثار للميلامين الموجود في تركيبات الرُضع في كندا، وقد كانت مستويات الميلامين أقل بكثير من حدود السلامة في كندا،  على الرغم من استمرار المخاوف بشأن سلامة الأغذية المصنعة للرضع ورصد المواد التي يحتمل أن تكون خطرة.

#### خلافات صحية أخرى
- أُمرت شركة سينتكس عام 1985 بدفع 27 مليون دولار كتعويض عن وفاة رضيعين أمريكيين تعرضا لضرر في الدماغ بعد شرب تركيبة أطفال أنتجتها الشركة أطلق عليه اسم «نيو مول صوي».[28] وكذلك فإن التركيبات التي أنتجتها الشركة كانت قد خضعت في السابق لعملية سحب كبيرة حيث وجد أنها تحتوي على كلوريد غير كاف لدعم النمو والتطور الطبيعي للرضيع.[29]
- تسببت تركيبة أطفال صنعتها شركة Humana الألمانية والتي بيعت في إسرائيل تحت العلامة التجارية Remedia في حدوث نقص فيتامين حاد عند الأطفال وذلك عام 2003. وأُدخل الأطفال الذين تناولوا التركيبة إلى المستشفى بأعراض عصبية وقلبية، ومات منهم ثلاثة، وعانى عشرون آخرون على الأقل من إعاقات شديدة. وكشف تحقيق عن أن التركيبة تحتوي على كمية ثيامين أقل بكثير مما هو مطلوب من أجل نمو صحي للرضع وذلك بسبب خطأ في التصنيع. وقد تلقى كبير خبراء تكنولوجيا الأغذية في Humana حكماً بالسجن لمدة 30 شهراً بتهمة القتل الخطأ في فبراير / شباط 2013 بسبب القضية.[30]
- أصدرت مختبرات أبوت عام 2010 استدعاء طوعي لما يقرب من خمسة ملايين مستحضر سيميلاك المسحوقية التي تم بيعها في الولايات المتحدة، وغوام، وبورتوريكو، وبعض دول الكاريبي. وقد صدر الاستدعاء عقب اكتشاف وجود «خنفساء صغيرة» في المنتج.[31]
- أثيرت مخاوف عامة في كندا ونيوزيلندا وأماكن أخرى بشأن استمرار بيع وتسويق التركيبات التي تحتوي على الصويا والتي يحتمل أن تحتوي على مستويات عالية من الإستروجين النباتي، [32][33] المرتبط بنمو غير طبيعي للطفل [34] بما في ذلك الأضرار التي تلحق بالغدة الدرقية للرضع.
- في ديسمبر 2011 استدعت وول مارت كمية من تركيبات الرُضع بعد وفاة طفل في ولاية ميسوري. وقالت المتحدثة الرسمية باسم وول مارت ديانا جي «نقدم تعازينا العميقة لعائلة هذا الطفل الذين يحاولون السيطرة على خسارتهم.» «بمجرد أن سمعنا ما حدث، توصلنا على الفور إلى الشركة المصنعة للتركيبة وإلى وزارة الصحة والخدمات الكبرى لتقديم أي معلومات قد تكون لدينا للمساعدة في التحقيق». وقالت شركة «وول مارت» إنها سحبت كمية من «إنفاميل» من متاجرها في جميع أنحاء البلاد. تم شراء تركيبة رضع تابعة لشركة وول مارت في لبنان، ميسوري. وبعد عملية الشراء توفي رضيع عمره 10 أيام بسبب عدوى بكتيرية نادرة، وفقا لما ذكرته شبكة تلفزيون CNY. وقد أجرت السلطات اختبارات لتحديد ما إذا كان الموت قد جاء من التركيبة، أو الماء المُستخدم في إعدادها، حسبما قالت ميد جونسون نوتريشن، الشركة التي تصنع إنفامييل. وقال كريس بيرل، المتحدث باسم ميد جونسون نيوترشن: «نحن على ثقة كبيرة في سلامة وجودة منتجاتنا - والاختبارات الصارمة التي وضعناها». [المصدر سي إن إن]

## التحضير والمحتوى

### الاختلافات
تأتي تركيبات الرُضع في شكل مسحوق، سائل مركز، وأشكال جاهزة للتغذية. وهي مصممة ليتم إعدادها من قبل الوالد أو مقدم الرعاية على دفعات صغيرة وتُقدم للرضيع عادة إما من خلال كوب أو بزازة.
تأتي تركيبات الرُضع بأنواع متنوعة:
- تركيبات حليب البقر وهي النوع الأكثر استخدامًا، ويتم فيها تغيير الحليب ليشبه حليب الأم.
- التركيبات المعتدمة على بروتين الصويا وتستخدم في الرضع الذين لديهم حساسية من حليب البقر أو اللاكتوز. كما يمكن أن تكون هذه التركيبات مفيدة أيضًا إذا كان الوالد يريد استبعاد البروتينات الحيوانية من طعام الطفل.
- تركيبة البروتينات المتحللة مائيا وتحتوي على بروتين متحلل مائيا إلى جزيئات ذات أحجام أصغر من تلك الموجودة في حليب البقر أو الموجودة في تركيبات الصويا. وقد صُممت هذه التركيبات من أجل الرضع الذين لا يتحملون تركيبات الصويا أو حليب البقر.
- كما تتوفر تركيبات تخصصة للمبتسرين وذوي الحالات الطبية الخاصة.[35]

ينصح المصنعون ومسؤولو الصحة بأهمية القياس الدقيق للمسحوق أو التركيز بغرض الوصول إلى التركيز النهائي للمنتج؛ وإلا فإن الطفل سيعاني من سوء التغذية. كما يُستحسن تنظيف وتعقيم جميع المعدات التي تتلامس مع تركيبات الرُضع قبل كل استخدام. ويعتبر تثليج السليم ضروريًا لأي تركيبة رُضع تم حضيرها مسبقًا.
تُحضر التركيبات بشكل غير مناسب في كثير من الأحيان في البلدان النامية، مما يؤدي إلى ارتفاع معدل وفيات الرضع بسبب سوء التغذية، بجانب أمراض مثل الإسهال والالتهاب الرئوي. ويرجع ذلك إلى نقص المياه النظيفة، وعدم وجود ظروف معقمة وصحية، ونقص التبريد، والأمية (بحيث لا يمكن اتباع التعليمات المكتوبة)، والفقر (تخفيف التركيبة حتى تستمر لفترة أطول)، ونقص تعليم الأمهات من قبل موزعي التركيبات. تعتبر هذه المشاكل وما ينتج عنها من أمراض وموت عاملاً رئيسياً في معارضة تسويق وتوزيع تركيبات الرّضع في البلدان النامية من قبل العديد من وكالات الصحة العامة والمنظمات غير الحكومية (لمزيد من التفصيل: مقاطعة نستله والمدونة الدولية لتسويق بدائل لبن الأم).

### المحتوى الغذائي
إلى جانب حليب الثدي، فإن حليب الأطفال هو منتج الحليب الوحيد الذي يعتبره المجتمع الطبي مقبولاً من الناحية التغذوية للرضع الذين تقل أعمارهم عن سنة واحدة (على عكس حليب الأبقار، حليب الماعز، أو تركيبة المتابعة). يبدأ تناول الطعام الصلب بالإضافة إلى حليب الثدي أو التركيبة خلال الفطام، ويبدأ معظم الأطفال في استكمال وقت ظهور أسنانهم الأولى، وعادة ما يكون ذلك في عمر ستة أشهر.
على الرغم من أن حليب الأبقار هو أساس كل تركيبات الُضع تقريباً، إلا أن حليب البقر المباشر (غير المعالج) غير مناسب للرضع بسبب ارتفاع محتوى الكازين وانخفاض محتوى مصل اللبن، ولا يوصى بحليب البقر غير المعالج قبل عمر 12 شهراً. فأمعاء الرضيع ليست مجهزة بشكل مناسب لهضم الحليب الغير بشري، وهذا غالبا ما يؤدي إلى الإسهال ونزيف الأمعاء وسوء التغذية. وللحد من التأثير السلبي لحليب البقر على الجهاز الهضمي في الرضيع فإن الحليب المستخدم في تحضير التركيبات تتم معالجته ليدخل في تركيبات الرُضع. ويشمل ذلك خطوات لجعل البروتين أكثر قابلية للهضم وكذلك تغيير توان مصل اللبن والكازين ليقترب من الحليب البشري، إضافة للعديد من المكونات الأساسية، والاستبدال الجزئي أو الكلي لدهون الألبان بدهون نباتية أو بحرية المنشأ.
يتم تنظيم المحتوى ات الغذائية لتركيبات الرُضع التي يتم بيعها في الولايات المتحدة من قبل إدارة الغذاء والدواء بناء على توصيات من لجنة الأكاديمية الأمريكية لطب الأطفال حول التغذية. ويجب تضمين كل ما يلي في جميع التركيبات المنتجة في الولايات المتحدة:
- بروتين
- دهون
- حمض اللينوليك
- الفيتامينات: أ، سي، دي، إي، ك، ب1، ب2، ب6 ، ب12
- النياسين
- حمض الفوليك
- حمض البانتوثنيك
- الكالسيوم
- المعادن: المغنيسيوم والحديد والزنك والمنجنيز والنحاس
- الفوسفور
- اليود
- كلوريد الصوديوم
- كلوريد البوتاسيوم
- السكريات
  - تعتبر الكربوهيدرات مصدرًا مهمًا للطاقة بالنسبة للرضيع النامي، حيث تمثل من 35 إلى 42٪ من استهلاكه اليومي للطاقة. ويُمثل اللاكتوز المصدر الرئيسي للكربوهيدرات الموجودة في معظم التركيبات التي أساسها حليب البقر، لكن اللاكتوز ينعدم وجوده في التركيبات المعتمدة على لبن البقر والخالية من اللاكتوز، وكذلك التركيبات المخصصة المعتمدة على البروتينات الغير حليبي أو تركيلات البروتين المحلل مائيا للرضع المصابين بحساسية بروتين الحليب. لا يوجد أيضًا اللاكتوز في التركيبات المعتمدة على الصويا. ولذلك فإن هذه التركيبات عديمة اللاكتوز تستخدم مصادر كربوهيدرات أخرى مثل السكروز والجلوكوز، والدكسترين، والنشويات الطبيعية والمعدلة. ولا يعتبر اللاكتوز مصدراً جيداً للطاقة وحسب، بل إنه يساعد أيضاً على امتصاص معادن المغنيسيوم والكالسيوم والزنك والحديد.[38]
- النيوكليوتيدات
  - النيوكليوتيدات هي مركبات موجودة بشكل طبيعي في لبن الأم البشري. وتشارك هذه المركبات في عمليات الأيض المهمة، مثل استقلاب الطاقة والتفاعلات الأنزيمية. كما أنها تُعتبر أيضا وحدة البناء الأساسية للحمض النووي، بجانب أنها ضرورية لوظائف الجسم الطبيعية. وبالمقارنة مع حليب الأم فإن حليب البقر يحتوي على مستويات أقل من النيوكليوتيدات اليوريدين والإينوزين والسيتيدين. لذلك قامت العديد من الشركات التي تنتج تركيبات الرُضع بإضافة النيكليوتيدات إليها.[38]

المكونات الأخرى الشائعة الاستخدام:
- المستحلبات والمثبتات: مكونات أضيفت لمنع فصل الزيت عن الماء (ومكوناته القابلة للذوبان) في تركيبات الرُضع. وتشمل بعض المستحلبات شائعة الاستخدام أحادي الغلسيريد وثنائي الغليسيريد والضمغ.[37]
- المواد المخففة: يستخدم الحليب الخالي من الدسم بشكل شائع كمخفف أساسي في التركيبة السائلة المعتمد على الحليب لتوفير الجزء الأكبر من الحجم. وعلى النقيض من ذلك، فإن الماء النقى هو المخفف الأكثر استخدامًا في التركيبات الخالية من الحليب.[37]

تكاليف معالجات الرضع هي جزء مهم من تكاليف برنامج WIC: 21٪ بعد التخفيض و 46٪ ما قبل التخفيض. يتم منح الشركات المصنعة للفورمولا احتكار WIC في ولايات فردية. وفي الوقت نفسه، فإن معدلات الرضاعة الطبيعية أقل بشكل كبير بالنسبة إلى متلقي WIC ؛  يعزى ذلك جزئيا إلى أن تكون الصيغة مجانية للأمهات في برنامج WIC ، اللواتي يتمتعن بوضع اجتماعي واقتصادي أقل. كما تم العثور على انتهاكات السياسة الفيدرالية من حيث الإعلان عن شركة حليب الأطفال باستخدام العلامة التجارية WIC ، للوصول إلى كل من WIC وغير المشاركين WIC. في السنوات الأخيرة، كان WIC يعمل على توسيع استراتيجيات الترويج للرضاعة الطبيعية، بما في ذلك تقديم الدعم للعملاء الذين يستخدمون بنوك الحليب.

## التاريخ

### أغذية الرضع المبكرة
اخترع أول طعام للرضع عام 1865.
وعلى مدار التاريخ كانت الأمهات اللواتي لا يستطعن إرضاع أطفالهن رضاعة طبيعية إما يقمن بتوظيف مرضعة (التمريض رطب)  أو يعددن غذاءا لأطفالهن، وهي عملية تعرف باسم «التمريض الجاف». وتختلف مكونات أغذية الأطفال وفقًا للمنطقة والوضع الاقتصادي. وقد بدأ انتشار التمريض الرطب في الانخفاض في أوروبا وأمريكا الشمالية خلال أوائل القرن التاسع عشر، في حين أن ممارسة تغذية الرضع على خليط معتمد على الحليب الحيواني أصبحت أكثر شعبية.
كان هذا الاتجاه مدفوعًا بالتغيرات الثقافية بالإضافة إلى زيادة إجراءات النظافة،  واستمر ذلك طوال القرن التاسع عشر وفترة من القرن العشرين مع زيادة ملحوظة بعد أن اخترع إيليا برات البزازة في عام 1845. وقد لاحظ العلماء وخبراء التغذية في وقت مبكر من عام 1846 زيادة في المشاكل الطبية وارتبط معدل وفيات الرضع بالتمريض الجاف. وفي محاولة لتحسين جودة أغذية الأطفال المصنعة عام 1867 فقد طور يوستوس فون ليبيغ أول تركيبة تجارية للأطفال الرضع في العالم، وهي «غذاء ليبيج القابل للذوبان للأطفال». وأدى نجاح هذا المنتج إلى منافسين مثل ريدج لأغذية الرضع ولبن نستله.

### تركيبات الحليب الخام
تزامنا مع ازدياد قلق الأطباء بشأن جودة مثل هذه الأطعمة، فقد بدأت التوصيات الطبية في الانتشار، مثل «طريقة النسبة المئوية لتوماس مورغان روتش» (التي نُشرت في عام 1890)، واكتسبت شعبية واسعة النطاق بحلول عام 1907. أوصت هذه التركيبات المعقدة بأن يمزج الآباء حليب البقر والماء والقشدة والسكر أو العسل بنسب محددة لتحقيق التوازن الغذائي الذي يعتقد أنه يقترب من حليب الإنسان المعاد تشكيله بطريقة تتناسب مع قدرة الجهاز الهضمي لدى الرضيع.
اعتمد معظو الرُضع على الرضاعة الطبيعية في مطلع القرن العشرين في الولايات المتحدة الأمريكية، على الرغم من أن العديد منهم تلقوا بعض التغذية الصناعية. وكانت تركيبات «النسب المئوية» المعدة في المنزل أكثر شيوعًا من التركيبات لتجارية وذلك في كل من أوروبا والولايات المتحدة. وقد كانت أقل تكلفة وكان يُعتقد بشكل واسع أنها صحية أكثر. ومع ذلك فقد أظهر الرضع الذين تناولوا التركيبات ظهرت عليهم مشاكل صحية مرتبطة بالنظام الغذائي مثل عوز فيتامين سي والكساح والالتهابات البكتيرية أكثر من الرضع المعتمدين على الرضاعة الطبيعية. وبحلول عام 1920 انخفض معدل الإصابة بالكساح وعوز فيتامين سي في هؤلاء الرضع بشكل كبير من خلال إضافة عصير البرتقال وزيت كبد الحوت إلى التركيبات المعدة بالمنزل. إلا أن العدوى البكتيرية المصاحبة للرضاعة اعتمادا على التركيبات ظلت مشكلة سائدة في الولايات المتحدة أكثر من أوروبا التي كانت تغلي الحليب عادة قبل استخدامه في التركيبات.

### تركيبات اللبن المتبخر
بدأ اللبن المتبخر في الظهور تجارياً على نطاق واسع وبأسعار منخفضة في عشرينيات وثلاثينيات القرن العشرين، واقترحت عدة دراسات سريرية أن الأطفال الذين يتغذون على تركيبات اللبن المتبخر ينمون بشكل مماثل لأوليك المعتمدين على الرضاعة الطبيعية
لم تدعم البحوث العلمية الحديثة هذه النتائج. وأدت هذه الدراسات حنبا إلى حنب مع إتاحة اللبن المتبخر بأسعار في متناول اليد وتوفر صندوق الثلج المنزلية إلى الزيادة الهائلة في استخدام تركيبات اللبن المتبخر. وبحلول أواخر الثلاثينيات من القرن العشرين تجاوز استخدام تركيبات اللبن المتبخر جميع التركيبات التجارية في الولايات المتحدة، وبحلول عام 1950 فقد تربى عليه أكثر من نصف الأطفال في الولايات المتحدة على هذه التركيبة.

### التركيبات التجارية
بالتوازي مع التحول الهائل نحو الرضاعة الصناعية بعيدًا عن الرضاعة الطبيعية في الدول الصناعية، فقد واصل علماء التغذية تحليل الحليب البشري وحاولوا صنع تركيبات أكثر توافقاً مع الحليب البشري. وكان يُعتقد أن المالتوز والديكسترين لهما أهمية من الناحية التغذوية، وفي عام 1912 أطلقت شركة جونسون ميد مواد إضافية للحليب سمتها «ديكسري-مالتوز»، وكانت هذه التركيبة متاحة للأمهات فقط من قبل الأطباء. وفي عام 1919 تم استبدال دهون الحليب بمزيج من الدهون الحيوانية والنباتية كجزء من حملة مستمرة للمحاكاة اللصيقة لحليب الأم، وكانت هذه الصيغة كانت تسمى "simulated milk adapted." 
في أواخر العشرينات من القرن العشرين أصدر ألفريد بوسوورث «سيميلاك» وأصدرت ميد جونسون «سوبي». وتم إصدار العديد من التركيبات الأخرى على مدى العقود القليلة اللاحقة، ولكن لم تبدأ التركيبات التجارية في التنافس بجدية مع تركيبة اللبن المتبخر حتى خمسينيات القرن العشرين. وحدث إعادة صياغة وتركيز «سيميلاك» في عام 1951، وإدخال «إنفاميل» (بواسطة جونسون ميد) عام 1959 وتبع ذلك حملات تسويقية قدمت التركيبات بسعر رخيص للمستشفيات ولأطباء الأطفال. وفي أوائل الستينيات كانت التركيبات التجارية أكثر شيوعًا من تركيبات اللبن المتبخر في الولايات المتحدة، والتي اختفت جميعها في السبعينيات. وبحلول أوائل السبعينيات كان أكثر من 75٪ من الأطفال الأمريكيين يتغذون على التركيبات التي تم إنتاج معظمها تجاريا.
عندما تناقصت معدلات المواليد في الدول الصناعية خلال الستينيات زادت شركات حليب الأطفال من الحملات التسويقية في البلدان غير الصناعية. ولسوء الحظ فإن تدني حالة النظافة أدى إلى زيادة معدلات الوفيات بشكل حاد في الرضع الذين يتم إرضاعهم تركيبات تم اعدادها بمياه شرب ملوثة. بالإضافة إلى ذلك فقد تخفف الأسر ذات الدخل المتدني من التركيبات (بأن يستخدم نصف مكيال بدلا من مكيال) في محاولة منهم «لإطالة» فترة استخدامها مما يؤدي إلى سوء التغذية بالنسبة للرضيع. ودعت الاحتجاجات المنظمة وأشهرها مقاطعة نستله عام 1977 إلى وضع حد للتسويق الغير أخلاقي. وتستمر هذه المقاطعة حتى الآن، ويؤكد المنسقون الحاليون أن نستله تشارك في ممارسات تسويق تنتهك المدونة الدولي لتسويق بدائل حليب الأم.

### تركيبات العلامة التجارية والتركيبات العامة
أُدخلت العلامات التجارية العامة لتركيبات الرضع في الولايات المتحدة عام 1997، وكانت هذه التركيبات ذات العلامات التجارية تباع من قبل العديد من تجار المواد الغذائية والأدوية الرائدة مثل وول مارت، تارجيت، كروجر، وبلوز ووالغرينز. وُيطلب من جميع العلامات التجارية لتركيبات الرضع في الولايات المتحدة التمسك بلمبادئ التوجيهية لإدارة الغذاء والدواء. ووفقًا لما أوردته عيادة مايو:: "كما هو الحال مع معظم المنتجات الاستهلاكية فإن تركيبات الرُضع ذات الأسماء التجارية تكلف أكثر من التركيبات العامة. ولكن هذا لا يعني أن الأولى أفضل". فبالرغم من أن المصنعين قد يختلفون نوعًا ما في وصفات التركيبات الخاصة بهم، إلا أن إدارة الغذاء والدواء تتطلب أن تحتوي جميع التركيبات على نفس كثافة المواد الغذائية." 
وبالمثل في كندا، فجميع تركيبات الرُضع بغض النظر عن العلامة التجارية عليها استيفاء المعايير التي وضعتها وزارة الصحة الكندية.

### تركيبات المتابعة وتركيبات الطفل الحابي
تباع تركيبات المتابعة أو تركيبات الطفل الحابي لعمر من 6 أشهر إلى سنتين، وهذه التركيبات ليست مساوية من الناحية التغذوية لتركيبات الرُضع أو خاضعة للوائحها. وقد ناقش النقاد أن تركيبات المتابعة وأطفال الحبو قد تم إدخالها للتحايل على اللوائح المتعلقة بتركيبات الرُضع وأسفرت عن ارتباك في الإعلانات.
أحد أول تركيبات المتابعة تم تقديمه من قبل Wyeth في الفلبين عام 1987، بعد إدخال اللوائح في هذا البلد بشأن إعلانات تركيبات الرُضع، ولكنها لم تتناول تركيبات المتابعة (كونها منتجات لم تكن موجودة وقت إعدادها). وبالمثل ففي حين أن إعلانات تركيبات الرُضع يتُعتبر غير قانونية في المملكة المتحدة، فإن الإعلانات عن تركيبات المتابعة قانونية، وكثيراً ما يتم تفسير نتائج التعبئة والتغليف والسوق المماثلة في إعلانات المتابعة على أنها إعلانات للتركيبة. (انظر أيضا قسم الصناعة والتسويق في نفس المقال))
كذلك فقد تعرضت هذه المنتجات في الآونة الأخيرة للنقد بسبب إسهامها في انتشار سمنة الأطفال في بعض الدول المتقدمة بسبب نكهة التركيبات والممارسات التسويقية.

### الاستخدام منذ عقد 1970
شهدت البلدان الصناعية منذ أوائل السبعينيات طفرة في الرضاعة الطبيعية بين الأطفال حديثي الولادة والرضع إلى سن 6 أشهر. وقد صاحب هذا الارتفاع في الرضاعة الطبيعية تأجيل في متوسط عمر الاعتماد على الأطعمة الأخرى (مثل حليب البقر)، مما أدى إلى زيادة استخدام كل من الرضاعة الطبيعية وتركيبات الأطفال بين عمر 3 و 12 شهرا.
وقد قدر السوق العالمي لتركيبات الرُضع بحوالي 7.9 مليار دولار،  حيث تمثل أمريكا الشمالية وأوروبا الغربية 33٪ من السوق وتعتبر مشبعة إلى حد كبير، فيما تُمثل آسيا 53٪ من السوق. يُعتبر جنوب شرق آسيا جزء كبير للغاية من السوق العالمية نسبة إلى سكانها. وتُعتبر تركيبات الرُضع هي الجزء الأكبر من سوق أغذية الأطفال،  مع نسبة تترواح من 40٪  إلى 70٪.
تحاول منظمات الصحة الرائدة (مثل منظمة الصحة العالمية ومراكز مكافحة الأمراض واتقائها ووزاة الصحة والخدمات البشرية) الحد من استخدام تركيبات الرُضع والتشجيع على زيادة انتشار الرضاعة الطبيعية منذ الولادة وصولا إلى 12 - 24 شهراً، وذلك من خلال حملات توعية الصحية العامة. تختلف الأهداف والطرق المحددة لبرامج الترويج للرضاعة الطبيعية، والبيئة السياسية المحيطة بتنفيذها، وبحسب البلد. وكإطار عمل سياسي أساسي، فإن المدونة الدولية لتسويق بدائل لبن الأم، الذي اعتمدته جمعية الصحة العالمية التابعة لمنظمة الصحة العالمية عام 1981، تطلب من شركات تركيبات الرُضع أن تدون على منتاجاتها ملاحظة إقرار بأن الرضاعة الطبيعية هي أفضل طريقة لتغذية الرضّع، وأنه يجب استخدام بدائل لبن الأم فقط بعد التشاور مع المهنيين الصحيين. كما تقيد مبادرة المستشفيات الصديقة للأطفال تحجيم استخدام المستشفيات لتركيبات الرُضع المجانية أو غيرها من وسائل رعاية الرضع المقدمة من شركات التركيبات. (راجع أيضًا قسم السياسة في نفس المقال)

## معالجة تركيبات الرُضع

### التاريخ
| تواريخ         | أحداث |
| -------------- | --- |
| 1867           | تطوير تركيبات تحتوي على دقيق القمح وحليب الأبقار ودقيق الشعير وبيكربونات البوتاسيوم. |
| 1915           | تقديم التركيبات في شكل مسحوق يحتوي على حليب البقر واللاكتوز وزيت الزيتون والزيوت النباتية. |
| 1929           | تقديم تركيبات معتمدة على الصويا. |
| 1935           | تمت إضافة البروتين لأنه كان يُعتقد أن محتوى بروتين حليب الأبقار أقل من محتوى بروتين اللبن البشري؛ وأضيف البروتين 3.3-4.0 غرام/ لكل 100 سعر حراري. |
| 1959           | أدخلت كمية كبيرة من الحديد (~ 80٪) لأنه يستخدم لتوسيع كتلة خلايا الدم الحمراء في الرضيع النامي. وتبلغ احتياجات الرضيع ذو الوزن الوليدي بين 1500 و 2500 جرام ما يقرب من 2 مج/كجم من الحديد يوميا. في أن الرضع الذي يقل وزنه عن 1500 جرام يتطلب 4 مج/كجم اليوم. |
| 1962           | نسبة مصل اللبن: نسبة الكازين كانت مشابهة للحليب البشري لأن المنتجين كانوا على علم بأن اللبن البشري يحتوي على نسبة أعلى من بروتين مصل اللبن، وحليب الأبقار يحتوي على نسبة أعلى من الكازين.                                                                     |
| 1984           | أُدخلت تقوية حمض التورين لأن الأطفال حديثي الولادة يفتقرون إلى الإنزيمات اللازمة لتحويل وتكوين التورين. |
| أواخر عام 1990 | أُدخلت النوكليوتيدات في تركيبات الرُضع لأنها يمكن أن تعمل كعامل نمو وقد تزيد من نظام المناعة عند الرضع. |
| أوائل عام 2000 | أُدخلت الأحماض الدهنية المتعددة والغير مشبعة مثل حمض الدوكوساهيكسانويك وحمض الأراكيدونيك، نظرا لأن هذه الأحماض الدهنية تلعب دورا هاما في نمو دماغ الرضع. |

### الإجراء العام الحالي
تختلف عملية التصنيع باختلاف أنواع التركيبات المصنعة؛ وبالتالي ما يلي هو الإجراء العام هو للتركيبات المعتمدة على الحليب السائل:

#### خلط المكونات
يتم خلط المكونات الأولية في خزانات كبيرة من الفولاذ المقاوم للصدأ ويضاف الحليب الخالي من الدسم ويعدل إلى 60 درجة مئوية. ثم يتم إضافة الدهون والزيوت والمستحلبات. قد تكون هناك حاجة لمزيد من التسخين والخلط للحصول على التماسك السليم. بعد ذلك يتم إضافة المعادن والفيتامينات والصمغ المثبت في نقاط مختلفة اعتمادا على حساسيتها للحرارة. يتم تخزين الناتج مؤقتًا ثم نقله عبر خطوط الأنابيب إلى معدات البسترة عند اكتمال الخلط.

#### البسترة
هذه العملية تحمي من التلف عن طريق القضاء على البكتيريا والخميرة والقوالب. وتنطوي عملية البسترة على تسخين سريع ثم تبريد المنتج تحت ظروف محكومة لا تستطيع فيها الكائنات الحية الدقيقة البقاء على قيد الحياة. يظل المركب في حوالي 85-94 درجة مئوية لمدة 30 ثانية تقريبًا وهو أمر ضروري لتقليل الكائنات الدقيقة بشكل مناسب وإعداد التركيبات لعلمية الملء.

#### التجانس
وهي العملية التي تزيد من تماثل واستقرار المستحلب عن طريق انقاص حجم الدهون وجزيئات الزيت في التركيبات. ويتم ذلك باستخدام مجموعة متنوعة من معدات الخلط التي تقوم بالقص في المنتج، ويؤدي هذا الخلط إلى تكسير الدهون وجسيمات الزيت إلى قطيرات صغيرة جدًا.

#### التوحيد المعياري
يستخدم التوحيد المعياري للتأكد من صحة القياسات الرئيسية مثل الأس الهيدروجيني وتركيز الدهون والفيتامينات والمحتوى المعدني. وفي حالة العثور على مستويات غير كافية منها فإنه يتم إعادة صياغة المركب مرة أخرى لتحقيق مستويات مناسبة. بعد هذه الخطوة ، تكون المجموعة جاهزة لتعبئتها.

#### التعبئة والتغليف
تعتمد عملية التعبئة والتفليف على المصنّع ونوع المعدات المستخدمة فيه، ولكن بصفة عامة فإنه يتم تعبئة التركيبات السائلة في علب معدنية مع إحكام الأغطية عليها.

#### المعالجة الحرارية أو التعقيم
في المراحلة الأخيرة يتم معالجة تركيبات الرُضع بغرض الحفاظ على جودة البكتيريا في المنتج. ويمكن القيام بذلك تقليديًا إما عن طريق التعقيم السريع أو المعالجة قصيرة الزمن بالحرارة العالية. وفي الآونة الأخيرة أصبحت التركيبات المُعالجة بالحرارة الفائقة أكثر شيوعا. وفي حالة تحضير تركيبات مسحوقية فإن التجفيف بالرذاذ سيُضاف إلى ذلك. تتمثل طريقة التعقيم السريع كطريقة تعقيم تقليدية تستخدم المعالجة من 10 إلى 15 دقيقة عند 118 درجة مئوية  في حين أن درجة الحرارة الفائقة هي طريقة تستخدم المعالجة القصيرة (2-3 ثوان) عند 142 درجة مئوية. وبسبب قصر الوقت الذي يمر خلال التعقيم فإن هناك القليل من تمسخ البروتين، إلا أن العملية لا تزال تضمن تعقيم نهائي للمنتج.

### المكونات الجديدة الحالية والمستقبلية المحتملة

#### البروبيوتيك
أصبح البروبيوتيك في الآونة الأخيرة مكونًا جديدًا في العديد من الأطعمة، وقد اكتملت الدراسات المتعلقة باستخدام البروبايوتك في تركيبات الرُضع. كما أظهرت العديد من التجارب العشوائية ذات الشواهد التي تم الانتهاء منها مؤخرًا فوائد سريرية محدودة وقصيرة المدى لاستخدام البروبيوتيك في غذاء الرضع  وقد تم فحص سلامة البروبيوتيك بشكل عام وفي الرضع، وخاصة المبتسرين، في عدد محدود من التجارب ذات الشواهد. وتشير النتائج حتى الآن إلى أن البروبيوتيك آمن بشكل عام. لذلك اقترحت الدراسة أن المزيد من الأبحاث العلمية ضرورية قبل التوصل إلى حسم استخدام مكملات البروبيوتيك في تركيبات الرُضع، حيث أن البحث ما زال مبدئياً.

#### غذاء للمعينات الحيوية
الغذاء للمعينات الحيوية (بريبيوتك) هي كربوهيدرات غير قابلة للهضم، تعزز من نمو البكتيريا القبل حيوية في الأمعاء. يحتوي اللبن البشري على مجموعة متنوعة من السكريات التي يعتقد أنها عامل مهم في نمط الاستعمار النبيتي الدقيق للرضيع. وبسبب التنوع وقابلية التنوع والتعقيد وتعدد الأشكال لتكوين وبنية السكريات قليلة التعدد، فإنه ليس من الممكن في الوقت الحالي إعادة إنتاج مكونات هذه السكريات الموجودة في الحليب البشري بطريقة صناعية بحتة.
وجدت كلا من الجمعية الأوروبية لطب الجهاز الهضمي وأمراض الكبد في الأطفال، واللجنة التغذوية المعنية بالتغذية دليلًا يدعم التأثيرات قصيرة المدى لتناول البريبيوتك على نبيتات البراز الرضع مع زيادة في عدد البكتيريا المنشقة. ويمكن أن يكون الأطفال عرضة للإصابة بالجفاف مع تحريض البراز اللين إذا كان يعانون من عدم اكتمال نضج الكلى أو ضعف القدرة على تركيز البول. وقد اقترن الحد من مسببات الأمراض بالتزامن مع استهلاك البريبايوتك. ومع ذلك فليس هناك أي دليل يدعم الفوائد السريرية أو الطويلة الأجل. لذلك فهناك القليل من الأدلة على الآثار المفيدة للبريبيوتك في المنتجات الغذائية.

#### ليزوزيم ولاكتوفيرين
يُعتبر الليزوزيم هو الإنزيم المسؤول عن حماية الجسم عن طريق تدمير جدران الخلايا البكتيرية. أما اللاكتوفيرين فهو بروتين كروي متعدد الوظائف له نشاط مضاد للميكروبات. وبالمقارنة مع اللبن البشري، فإن حليب البقر يحتوي على مستويات منخفضة من الليزوزيم واللاكتوفيرين، ولذلك فإن الصناعة لديها اهتمام متزايد في إضافتهما إلى تركيبات الرضع.

## هوامش
- ملاحظة 1 المرادفات: صيغة تغذية الرضع،[72] أو تركيبات الرُضع (بالإنجليزية: Infant formula)‏